# Équité (apprentissage automatique)
L'équité (Fairness) dans l'apprentissage automatique fait référence aux diverses pratiques visant à corriger les biais algorithmiques dans les processus de décision automatisés basés sur des modèles d'apprentissage automatique. Les décisions prises par les ordinateurs après un processus d'apprentissage automatique peuvent être considérées comme injustes ou discriminatoires si elles sont basées sur des variables considérées comme sensibles, comme le sexe, l'origine ethnique, l'orientation sexuelle ou le handicap. La correction de ces biais algorithmiques est un important problème en éthique de l'intelligence artificielle.
Comme pour de nombreux concepts éthiques, les définitions de l’équité et de la partialité font l'objet de débats et de désaccords dans la communauté scientifique et philosophique. En général, l'équité et la partialité sont considérées comme pertinentes lorsque le processus décisionnel a un impact sur la vie de personnes. 

## Contexte
Les débats sur les moyens quantitatifs de tester l’équité et la discrimination dans la prise de décision n'est pas propre au sujet de l'apprentissage machine. Les débats sur ce sujet au sein de la communauté scientifique a fleuri au milieu des années 1960 et 1970, principalement en raison du mouvement américain pour les droits civiques et, en particulier, de l'adoption du Civil Rights Act de 1964. Cependant, à la fin des années 1970, le débat a largement disparu, car les notions d'équité différentes et parfois concurrentes laissaient peu de place pour déterminer clairement quand une notion d'équité peut être préférable à une autre.
Depuis 2016, les recherches sur l’équité dans l’apprentissage automatique ont fortement augmenté. Cette augmentation est en partie attribuée à un rapport de ProPublica qui affirmait que le logiciel COMPAS, largement utilisé par les tribunaux américains pour prédire la récidive, était influencé par des biais racistes. 
Ces dernières années, de nombreuses entreprises dans le domaine de la technologie ont créés des outils et des manuels expliquant comment détecter et réduire les biais dans l’apprentissage automatique. IBM dispose d'outils pour Python et R pour réduire les biais logiciels et augmenter l'équité des prédictions de leurs algorithmes,. Google a publié des lignes directrices et des outils informatiques pour étudier et combattre les biais dans l'apprentissage automatique. Facebook utilise un outil, Fairness Flow, pour détecter les biais dans son IA. Cependant, les critiques argumentent que les efforts des entreprises sont insuffisants, signalant une faible utilisation des outils par les employés; ces outils ne peuvent pas être utilisés pour tous leurs programmes et même lorsqu'il le peut, son utilisation est facultative.